# Ardit Peposhi
Ardit Peposhi (Tirana, 14 september 1993) is een Albanese voetballer die uitkomt voor KS Teuta Durrës, dat hem huurt van KF Tirana. KS Teuta speelt in de hoogste Albanese divisie, de Kategoria Superiore.

## Clubcarrière
Peposhi begon zijn carrière bij Partizan Tirana in 2010, maar het team draaide niet goed in de tweede divisie. Zijn debuutseizoen was niet succesvol en Partizan degradeerde naar het derde Albanese niveau. Stadsgenoot en aartsrivaal van Partizan, KF Tirana, nam Peposhi over in de zomer van 2011. In 2014 werd Peposhi verhuurd aan KS Teuta.

## Erelijst
KF Tirana
- Albanees bekerwinnaar

2012
- Albanese Supercup

2012